# 앨라배마 대학교 헌츠빌
앨라배마 대학교 헌츠빌(University of Alabama in Huntsville, UAH) 또는 앨라배마대학교 헌츠빌캠퍼스는 미국 앨라배마주 헌츠빌에 위치한 공립 연구형 대학이다. 이 대학교는 9개의 칼리지로 구성된다: 예술, 인문 및 사회과학, 비즈니스, 교육, 공학, 아너(honor), 간호, 전문 및 지속연구, 졸업(graduate). 이 대학교의 등록 학생 수는 약 10,000명이다. 앨라배마 대학교 시스템의 일부이다.